# ترصیع

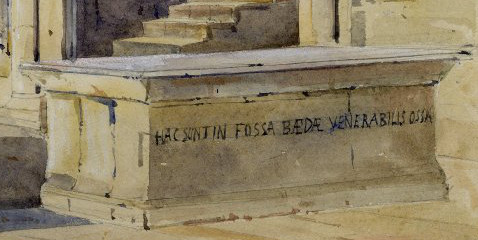
جزئیات یک آبرنگ اثر آگوستوس هار که آیه لاتین لئونین حک شده بر روی مقبره بِده را نشان می‌دهد.

ترصیع از آرایه‌های ادبی است. ترصیع زمانی پدید می‌آید که یا کلمات دو قرینه سجعِ متوازی باشند یا یکسان باشند. ترصیع خوش‌وزن‌تر از موازنه است. ترصیع ابزاری برای موسیقی درونی شعر است و در اشعار مسعود سعد سلمان، سعدی و رشیدالدین وطواط بسیار دیده می‌شود.
در تمامی ابیات قصیده زیر سروده رشیدالدین وطواط آرایه ترصیع بکار برده شده است:
ای منور به تو نجوم جمال
وی مقرر به تو رسوم کمال
بوستانی است صدر تو ز نعیم
و آسمانی است قدر تو ز جلال
خدمت تو معوّل دوست
حضرت تو مقبّل اقبال
همچو اسکندری به یمن بقا
همچو پیغمبری به حسن خصال
سیرت تو خزانه الطاف
نعمت تو نشانهٔ آمال
شد مزین به تو مقام و محل
شد مبین به تو حرام و حلال